# جونگ اون-گوول
جونگ اون-گووُل (انگلیسی: Jung Eun-gwol; کره‌ای: 정은궐; هانجا: 鄭銀闕) رمان‌نویس اهل کره جنوبی است. دو مورد از پرفروش‌ترین کتاب‌های او در مجموعه‌های تلویزیونی اقتباس شده‌است: رسوایی سونگ‌کیون‌کوان (کی‌بی‌اس۲، ۲۰۱۰) و افسانه خورشید و ماه (ام‌بی‌سی، ۲۰۱۲).

## آثار
| سال  | عنوان                                 | جلد | ناشر                | اقتباس                              | توضیحات                                                        |
| ---- | ------------------------------------- | --- | ------------------- | ----------------------------------- | -------------------------------------------------------------- |
| ۲۰۰۴ | 그녀의 맞선 보고서                    | ۲   | 마음자리            |                                     | نوشته شده تحت نام مستعار «بلو فلاور» (블루플라워; Blue Flower) |
| ۲۰۰۵ | ماه در آغوش خورشید                    | ۲   | 캐럿북스 پاران مدیا | افسانه خورشید و ماه (ام‌بی‌سی، ۲۰۱۲)  | بازبینی‌شده در سال ۲۰۱۱                                         |
| ۲۰۰۷ | زندگی دانشمندان کنفوسیوس سونگ‌کیون‌کوان | ۲   | پاران مدیا          | رسوایی سونگ‌کیون‌کوان (کی‌بی‌اس۲، ۲۰۱۰) | بازبینی‌شده در سال ۲۰۰۹                                         |
| ۲۰۰۹ | 규장각 각신들의 나날                  | ۲   | پاران مدیا          |                                     |                                                                |
| ۲۰۱۶ | هونگ چون-گی                           | ۲   | پاران مدیا          | عاشقان آسمان سرخ (اس‌بی‌اس، ۲۰۲۱)     |                                                                |